# Spinoncaea humesi
Spinoncaea humesi is een eenoogkreeftjessoort uit de familie van de Oncaeidae. De wetenschappelijke naam van de soort is voor het eerst geldig gepubliceerd in 2003 door Ruth Böttger-Schnack. De soort werd ontdekt in het noorden van de Rode Zee op een diepte van 300 tot 350 meter. Ze is genoemd naar Arthur G. Humes die belangrijke bijdragen leverde aan de taxonomie van de eenoogkreeftjes.